# System Center Operations Manager
System Center Operations Manager(SCOM) はマイクロソフトによるWindowsシステムを対象とした性能およびイベント監視製品である。従来は Microsoft Operations Manager(MOM) と称していた。
ネットワークで接続された複数のコンピュータを監視できる。Active Directory、Microsoft SQL Server、Microsoft Exchange Server といった Microsoft Server 製品や SCOM 自身を SCOM で監視可能である。イギリスの企業 Serverware Group plc が開発した SeNTry ELM というネットワーク管理システムがベースとなっている。1998年6月、その知的財産権が Mission Critical Software, inc. に買い取られ、同社がNetIQ と合併し、その後 Attachmate に買収された。

## 基本概念
基本的な考え方は、「エージェント」と呼ばれる小さなソフトウェアを監視対象のコンピュータ上に置く。エージェントはコンピュータをいくつかの観点で監視する。例えば、Windows Event Log を通して、そのコンピュータ上のアプリケーションが発生する警報やイベントを監視する。警報を検出すると、エージェントはそれを SCOM サーバにフォワードする。SCOM サーバにはデータベースが付属しており、警報の履歴がそこに格納されている。SCOM サーバは受け取った警報にフィルタリング規則を適用し、その規則に従って人間に通知したり（電子メール、ポケットベルなど）、警報の原因解決のための何らかのワークフローを起動したりする。
SCOM では、特定の監視対象アプリケーション向けのフィルタリング規則群を management pack と呼ぶ。マイクロソフトや他のソフトウェアベンダーが各製品についての management pack を提供するが、SCOM にはユーザーがそれを編集したり新たに作成できる機能もある。エージェントのインストール、監視対象コンピュータの設定、management pack 作成にはアドミニストレータ権限が必要だが、警報履歴は一般ユーザーでも参照可能である。
複数の SCOM サーバを連携させ、Windows ドメインやネットワーク境界を越えて監視することもできる。Webサービスを利用して、他のネットワーク管理アプリケーションと警報情報をやり取りすることもできる。

## コマンドシェル
Operations Manager 2007 では、新たにコマンドシェルと呼ばれるコマンドラインインタフェースが導入された。Windows PowerShellをカスタマイズしたもので、Operations Manager のデータにアクセスし、操作することができる。Windows PowerShell と同様、オブジェクト指向プログラミングと .NET Framework 2.0 に基づいている。PowerShell よりもコマンドや機能が拡張されており、Operations Manager の操作を自動化できる。

## バージョン
- Microsoft Operations Manager 2000
- Microsoft Operations Manager 2005
  - Microsoft Operations Manager 2005 Service Pack 1
- System Center Operations Manager 2007
- System Center 2012 Operations Manager
- System Center 2012 R2 Operations Manager
- System Center 2016 Operations Manager
- System Center Operations Manager 2019